# تجزیه‌کننده (زیست‌شناسی)

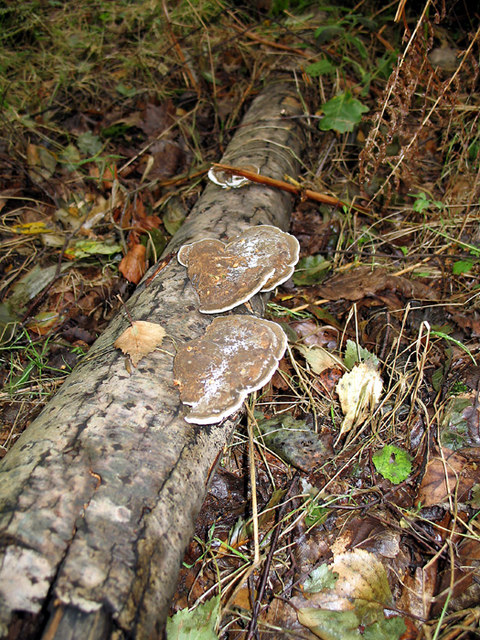
قارچ‌ها به عنوان تجزیه کننده شاخه‌های افتاده درخت عمل می‌کنند

تجزیه‌کننده‌ها (به انگلیسی: Decomposer) موجوداتی هستند که جانداران مرده یا در حال پوسیدگی را تجزیه می‌کنند. آنها تجزیه را انجام می‌دهند، فرآیندی که تنها توسط فرمانروهای خاصی مانند قارچ‌ها ممکن است. تجزیه‌کننده‌ها مانند گیاهخواران و شکارچیان، دگرپروردگی دارند، به این معنی که از بسترهای آلی برای دریافت انرژی، کربن و مواد مغذی خود برای رشد و نمو استفاده می‌کنند. در حالی که واژه‌های تجزیه‌کننده و پوده‌خوار اغلب به جای یکدیگر استفاده می‌شوند، آفت‌خوارها مواد مرده را در داخل می‌بلعند و هضم می‌کنند، در حالی که تجزیه‌کننده‌ها به‌طور مستقیم مواد مغذی را از طریق فرآیندهای شیمیایی و بیولوژیکی خارجی جذب می‌کنند. بنابراین، بی‌مهرگانی مانند کرم‌های خاکی، شپش‌های چوبی و خیارهای دریایی از نظر فنی مواد زیان‌آور هستند، نه تجزیه‌کننده، زیرا آنها باید مواد مغذی را بخورند - آنها توانایی جذب خارجی را ندارند.